# Halina Szymańska (Widerstandskämpferin)

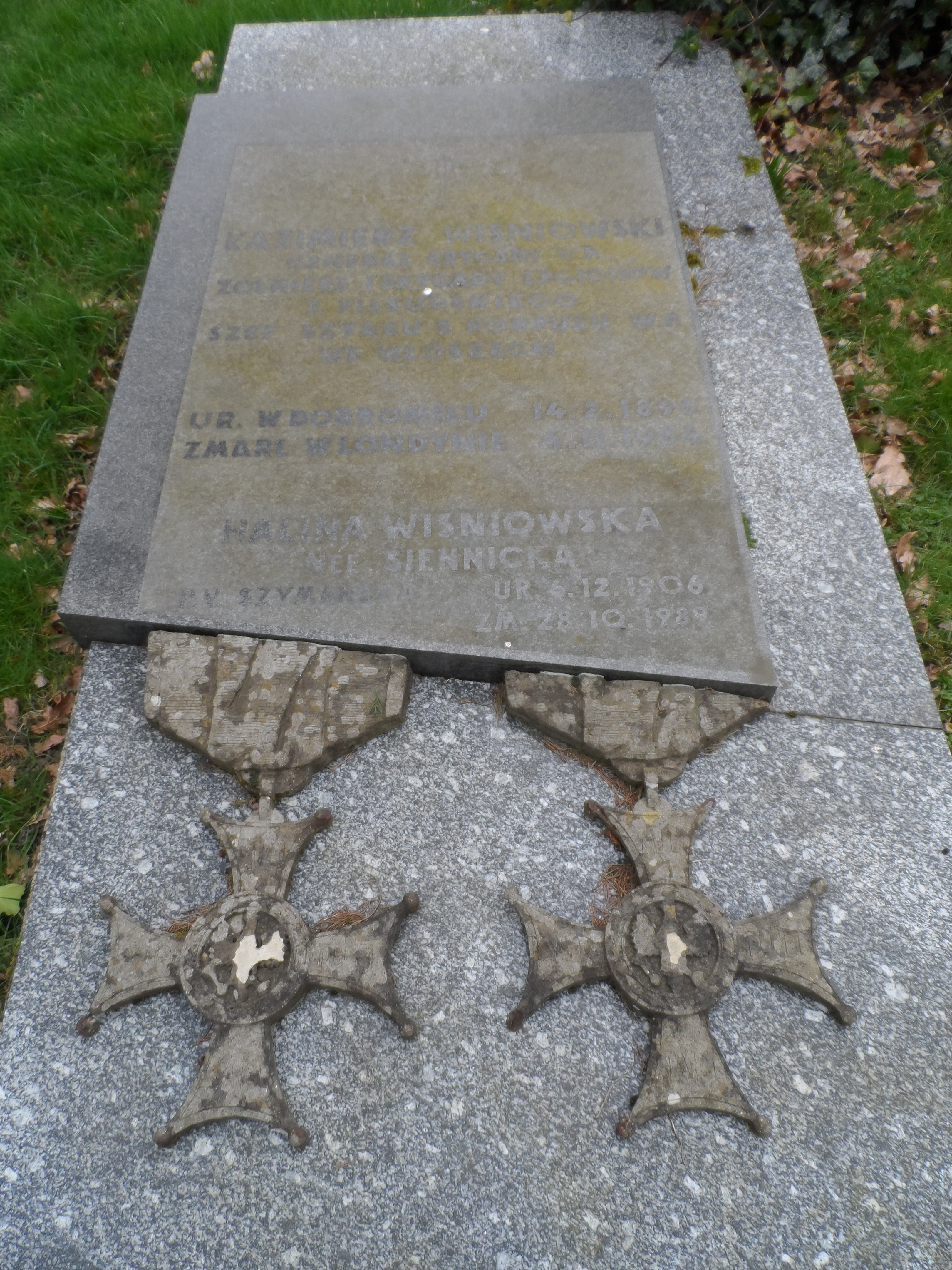
Grab von Halina Szymańska

Halina Szymańska (6. Dezember 1906 – 28. Oktober 1989) war eine polnische Widerstandskämpferin. Während des Zweiten Weltkriegs sorgte sie als Agentin des britischen Geheimdienstes MI6 für die Verbindung zwischen dem militärischen Widerstand im Amt Ausland/Abwehr im Oberkommando der Wehrmacht um Wilhelm Canaris und Hans Bernd Gisevius sowie den Alliierten. Sie hatte ebenfalls direkte Verbindungen zu Residenten des französischen Nachrichtendienstes Deuxième Bureau und über Allen Welsh Dulles zum OSS.

## Leben
Halina Szymańska war verheiratet mit Antoni Szymański (1894–1973), dem letzten polnischem Militärattaché der Zweiten Polnischen Republik in Berlin. Kurz vor Kriegsbeginn kehrte sie mit ihrer Familie zurück nach Polen. Canaris ließ sie durch einen Offizier des Amts Ausland/Abwehr im besetzten Polen suchen und konnte sie in Lublin ausfindig machen. Canaris sorgte dafür, dass sie in die Schweiz emigrieren konnte. Er traf dann eine Vereinbarung mit ihr, um Informationen mit dem britischen Nachrichtendienst austauschen zu können. Es gab nachfolgend mehrere persönliche Begegnungen zwischen Canaris und Szymańska, auch im von der Wehrmacht besetzten Paris. Zusätzlich diente Hans Bernd Gisevius als Kurier.